# Kaya Hill
Kaya Hill är en kulle i Antarktis. Den ligger i Sydshetlandsöarna. Argentina, Chile och Storbritannien gör anspråk på området. Toppen på Kaya Hill är 1 meter över havet.
Terrängen runt Kaya Hill är platt åt sydväst, men åt nordost är den kuperad. Havet är nära Kaya Hill åt sydväst. Trakten är glest befolkad. Närmaste befolkade plats är Escudero Station, 10,0 kilometer väster om Kaya Hill. 